# Sūlam
Sūlam (hebreiska: סולם, שונם) är en ort i Israel.   Den ligger i distriktet Norra distriktet, i den norra delen av landet. Sūlam ligger 120 meter över havet och antalet invånare är 2 426.
Terrängen runt Sūlam är kuperad åt nordost, men åt sydväst är den platt.Runt Sūlam är det ganska tätbefolkat, med 80 invånare per kvadratkilometer. Närmaste större samhälle är ‘Afula ‘Illit, 3,0 km norr om Sūlam. Trakten runt Sūlam består till största delen av jordbruksmark.